# Каллистрат (софист)
Каллистрат (греч. Καλλίστρατος) — древнегреческий писатель, представитель софистики, живший приблизительно в III—IV веках н. э.
О Каллистрате известно лишь то, что он является автором произведения под названием «Экфрасисы» (греч. Έκφράσείς; также известно под латинским названием Statuarum descriptiones — «Описания статуй»). Сочинение дошло до нас в неполном виде: сохранились описания лишь 14 статуй.
Обычно «Описания статуй» издаются вместе с аналогичным по форме сочинением Филостратов (Старшего и Младшего) «Картины» (греч. Έίκόνες).

## «Описания статуй»
Сохранившийся текст содержит описания следующих 14 статуй:
1. Сатир
2. Вакханка (Скопас)
3. Статуя Эрота (Пракситель)
4. Индиец
5. Нарцисс
6. Статуя «Счастливого случая» в Сикионе (Лисипп)
7. Орфей
8. Дионис (Пракситель)
9. Мемнон
10. Асклепий
11. Статуя юноши (Пракситель)
12. Кентавр
13. Медея
14. Афамас

## Перевод
- Филострат (Старший и Младший). Картины. Каллистрат. Статуи / пер. С. П. Кондратьева. М.-Л.: Изогиз, 1936. 192 с.
  - Переиздания: 1) Филострат (старший и младший). Картины. Каллистрат. Описание статуй. Томск: Водолей, 1996; 2) Филострат (старший и младший). Картины. Каллистрат. Описание статуй. Феофраст. Характеры / подг. к изд. А. И. Цепковым. Рязань: Александрия, 2009.